# Illír sáfrány
Az illír sáfrány (Crocus tommasinianus) a nősziromfélék (Iridaceae) családjába tartozó sáfrány (Crocus) nemzetség kora tavasszal virágzó, Magyarországon védett faja.

## Elterjedése, élőhelye
Dél- és Kelet-Európa, pontosabban Magyarország, Bulgária, Szerbia, Bosznia-Hercegovina, Románia, Montenegró és Horvátország endemikus növénye.
Élőhelyei lombhullató erdők, főként erdeifenyővel elegyes gyertyános–tölgyesek.

## Megjelenése, jellemzői
5–15 cm magas, hagymagumós évelő növény. Tőálló levelei keskenyek, szálasak, közepükön egy fehér, vaskos hosszanti csík fut végig. Ugyancsak tőálló virágát hártyás fellevél borítja. Lepellevelei hosszú csövűek, színük a halványlilától a sötét ibolyaszínűig terjed és a hozzá megtévesztésig hasonló kárpáti sáfránytól foltnélkülisége különbözteti meg. A 3 külső lepelcimpa belső oldala lila, a külső pedig fehér, a föld alatt még folytatódik. Porzója és bibéi narancssárgák, a bibeszál fonalas. Termése tok. Fehér színváltozata is ismert.
Kedvelt kerti dísznövényként számos színváltozatú fajtáját nemesítettek ki, melyek napfénykedvelők, a talaj tekintetében nem igényesek és nagyon jó hidegtűrők.